# Hańsk (gemeente)
De gemeente Hańsk is een landgemeente in het Poolse woiwodschap Lublin, in powiat Włodawski.
De zetel van de gemeente is in Hańsk (tot 30 december 1999 Hańsk Pierwszy genoemd).
Op 30 juni 2004 telde de gemeente 3932 inwoners.

## Oppervlakte gegevens
In 2002 bedroeg de totale oppervlakte van gemeente Hańsk 179,43 km², waarvan:
- agrarisch gebied: 52%
- bossen: 37%

De gemeente beslaat 14,28% van de totale oppervlakte van de powiat.

## Demografie
Stand op 30 juni 2004:
| Omschrijving                   | Totaal | Totaal | Vrouwen | Vrouwen | Mannen | Mannen |
| ------------------------------ | ------ | ------ | ------- | ------- | ------ | ------ |
| eenheid                        | aantal | %      | aantal  | %       | aantal | %      |
| inwoners                       | 3932   | 100    | 1968    | 50,1    | 1964   | 49,9   |
| bevolkingsdichtheid (inw./km²) | 21,9   | 21,9   | 11      | 11      | 10,9   | 10,9   |

In 2002 bedroeg het gemiddelde inkomen per inwoner 1584,9 zł.

## Administratieve plaatsen (sołectwo)
Bukowski Las, Dubeczno, Hańsk, Hańsk-Kolonia, Hańsk Drugi, Konstantynówka, Kulczyn, Kulczyn-Kolonia, Macoszyn Mały, Osowa, Rudka Łowiecka, Stary Majdan, Szcześniki, Wojciechów, Ujazdów, Żdżarka.

## Aangrenzende gemeenten
Sawin, Stary Brus, Urszulin, Wierzbica, Włodawa, Wola Uhruska, Wyryki